# 勝山城 (越後国頸城郡)
勝山城（かつやまじょう）は、新潟県糸魚川市大字青海にあった日本の城。戦国時代、越後国の戦国大名上杉謙信・上杉景勝の2代を通じて越後・越中の国境の要であった。安土桃山時代には上杉景勝が越中から侵攻する織田信長の軍からの防衛線の要として整備したことで知られる。当初の名を落水城（おちりみずじょう）という。

## 概要
城の歴史は古く、平安時代末期の治承・寿永の乱（源平合戦）時に源義仲の軍勢を阻止するべく、地元の豪族が築城したという謂がある。
戦国時代になると春日山城を本拠に越後を治めていた上杉謙信が越中からの侵攻を防御する要として落水城に家臣を配置し、防衛に当たらせた。謙信の死後、上杉景勝の代になると織田信長の家臣である佐々成政の軍が上杉領侵攻を狙い、魚津城、松倉城を攻略して来たため、景勝は急遽、落水城を整備し、自国領の絶対国防線の最後の砦とした。その際に勝山城と名を改めた。
1585年（天正13年）に羽柴秀吉（後の豊臣秀吉）が佐々成政を滅ぼした際に上杉景勝に会談を申し入れた。これを受けて上杉景勝は腹心の直江兼続を伴い、勝山城で羽柴秀吉およびその家臣の石田三成と会談を行った。この時に羽柴と上杉が同盟を結ぶ合意がなされたとされ、後世にはこの会談を『落水盟約』と伝わっている。
上杉景勝が1598年（慶長3年）に越後春日山から会津120万石へ転封となった際に廃城となった。現在は春日山神社より勧請した祠が山頂に残っているのみである。

## 地理
- 場所：新潟県親不知子不知県立自然公園（新潟県糸魚川市大字青海）
- 標高：328メートル